# Kaj Esdal
Kaj Esdal var en dansk fodboldspiller. I sin klubkarriere spillede han i perioden 1921-1934 95 kampe som halfback for Frem, med hvem han vandt klubbens første danske mesterskab 1923 efter en 2-1 sejr over AGF.

## Eksterne kilder og henvisninger
- Om Kaj Esdal Arkiveret 2. februar 2017 hos  Wayback Machine på bkfrem.dk